# 圆锥海桐
圆锥海桐（学名：Pittosporum paniculiferum）为海桐花科海桐花属下的一个种。

## 扩展阅读
- 維基物種上的相關：圆锥海桐